# Tengo
Tengo è un singolo della cantante brasiliana Juliette, pubblicato il 7 luglio 2023 come secondo estratto dal primo album in studio Ciclone.

## Promozione
Juliette ha eseguito il brano in televisione al programma mattutino della TVI Dois às 10 nel gennaio 2024.

## Video musicale
Il video musicale, diretto da Felipe Sassi, è stato reso disponibile in concomitanza con l'uscita del brano attraverso il canale YouTube dell'artista.

## Tracce
Testi e musiche di Juliette Feitosa, Carolzinha, Elana Dara e Rafinha RSQ.
Download digitale, streaming
1. Tengo – 2:09

Download digitale, streaming – Remix
1. Tengo (con Kadu Martins e MC Rogerinho) (Remix) – 2:03

## Formazione
- Juliette – voce
- Rafinha RSQ – produzione

## Classifiche
| Classifica (2023-24) | Posizione massima |
| -------------------- | ----------------- |
| Brasile              | 98                |
| Portogallo           | 2                 |